# ماكس ماك
ماكس ماك (بالألمانية: Max Mack)‏ هو منتج أفلام وكاتب سيناريو ومخرج ألماني، ولد في 21 أكتوبر 1884 في هلبرشتات في ألمانيا، وتوفي في 18 فبراير 1973 في لندن في المملكة المتحدة.

## وصلات خارجية
- ماكس ماك على موقع IMDb (الإنجليزية)
- ماكس ماك على موقع ألو سيني (الفرنسية)
- ماكس ماك على موقع قاعدة بيانات الأفلام السويدية (السويدية)
- ماكس ماك على موقع قاعدة بيانات الفيلم (الإنجليزية)
- ماكس ماك على موقع كينوبويسك (الروسية)